# Карл Зелінка
Карл Зелінка (нім. Karl Zelinka; * 15 грудня 1858, м. Меренберґ, Австрійська імперія — † 1935, Відень, Австрія) — доктор філософії, професор зоології, ректор Чернівецького університету у 1908–1909 навчальному році.

## Біографія
Вищу освіту здобував у вузах міст Інсбрука та Граца; в останньому здобув і ступінь доктора філософії у 1882 році.

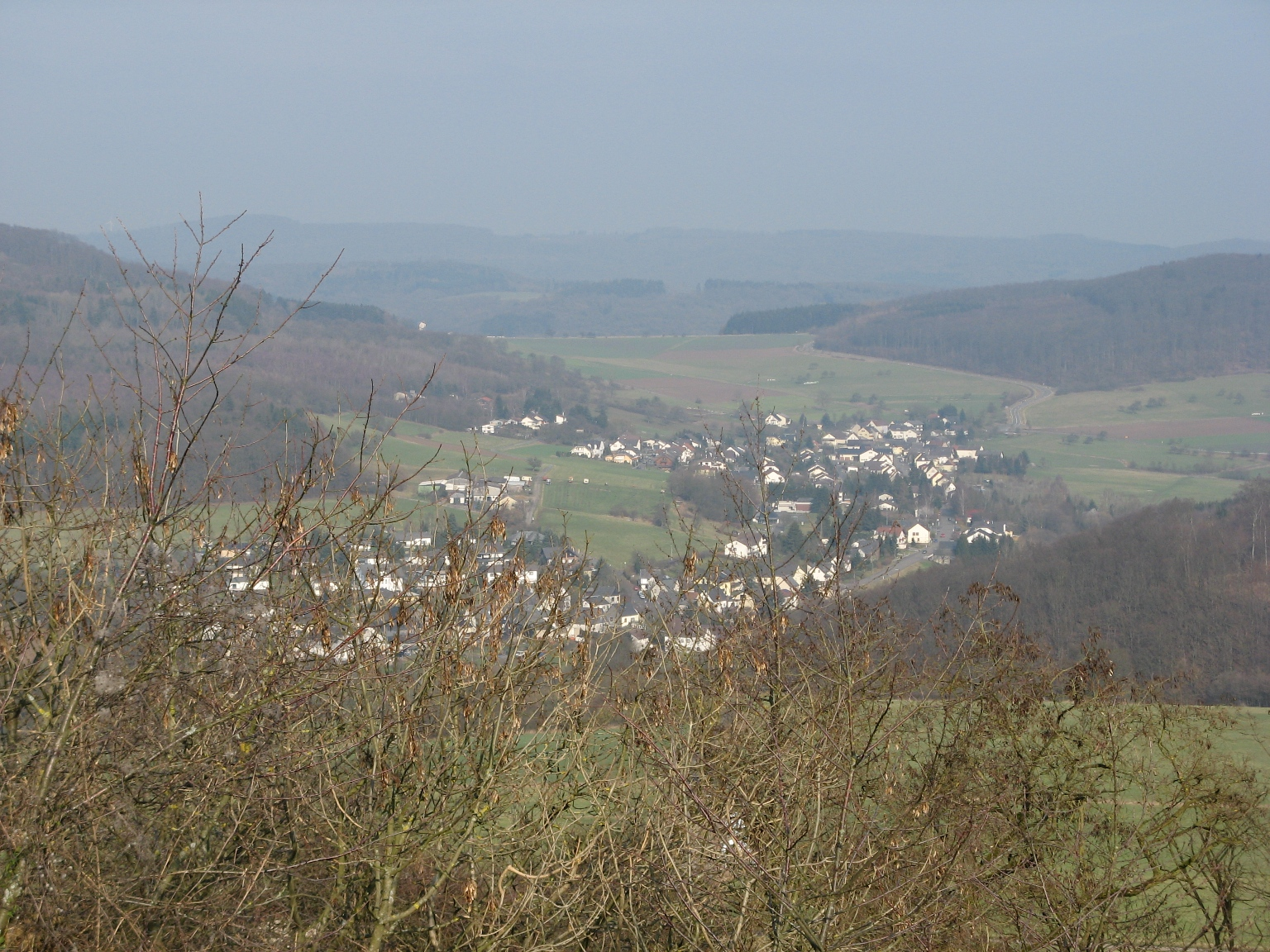
Село, де народився Карл Зелінка

Протягом 1884–1885 навчального року працював асистентом зоологічного інституту при Грацькому університеті.
Пізніше в цьому ж закладі обійняв посаду приват-доцента зоології, порівняльної анатомії та порівняльної історії розвитку, а згодом отримав звання професора зоології.
18 липня 1897 року Карла Зелінку було призначено ординарним професором зоології Чернівецького університету.
На 1908–1909 навчальний рік був обраний ректором Чернівецького університету.
Як ректор університету (за посадою) обирався депутатом Крайового сейму Буковини (Х-те скликання).

## Наукова діяльність
Наукові дослідження Карла Зелінки стосувались гістології нервової системи риб; анатомії, біології й ембріології нижчих червоподібних тощо.
Основні публікації:
- «Die Nerven der Cornea der Knochenfische und ihre Endigung im Epithel» (1882);
- «Studien über die Räderthiere» (1886–1891);
- «Die Gastrotrichen» (1889);
- «Ueber die Organisation von Echinoderes» (1894).